# Útlum volného prostoru
Útlum volného prostoru (anglicky free-space path loss; FSPL) je v telekomunikaci útlum elektromagnetické vlny, který je důsledkem rozptylu vlny do prostoru. Nezahrnuje zisk antény.

## Vztah pro výpočet útlumu volného prostoru
{\displaystyle {\begin{aligned}{\mbox{FSPL}}&=\left({\frac {4\pi d}{\lambda }}\right)^{2}\\&=\left({\frac {4\pi df}{c}}\right)^{2}\end{aligned}}}
kde:
- {\displaystyle \ \lambda } je vlnová délka elektromagnetické vlny (m),
- {\displaystyle \ f} je kmitočet elektromagnetické vlny (Hz),
- {\displaystyle \ d} je vzdálenost od vysílače (m),
- {\displaystyle \ c} je rychlost šíření světla ve vakuu, 2,99792458×108 (m/s).

Vztah platí přesně pouze ve vzdáleném poli - tedy v dostatečné vzdálenosti od antény.

## Vztah pro výpočet útlumu volného prostoru v decibelech
{\displaystyle {\begin{aligned}{\mbox{FSPL(dB)}}&=10\log _{10}\left(\left({\frac {4\pi }{c}}df\right)^{2}\right)\\&=20\log _{10}\left({\frac {4\pi }{c}}df\right)\\&=20\log _{10}(d)+20\log _{10}(f)+20\log _{10}\left({\frac {4\pi }{c}}\right)\\&=20\log _{10}(d)+20\log _{10}(f)-147.55\end{aligned}}}
Veličiny a jednotky jsou stejné jako v předchozím vzorci.

## Fyzikální vysvětlení
Vztah pro útlum volného prostoru často vede k mylnému názoru, že útlum volného prostoru závisí na frekvenci elektromagnetické vlny. Výše uvedený výraz totiž ve skutečnosti kombinuje dva efekty:
Zaprvé, rozptyl elektromagnetické energie ve volném prostoru, který je nepřímo úměrný druhé mocnině vzdálenosti:
{\displaystyle \ S=P_{t}{\frac {1}{4\pi d^{2}}}}
kde:
- {\displaystyle S} je výkon na jednotku plochy (W/m2) ve vzdálenosti {\displaystyle d},
- {\displaystyle P_{t}} je ekvivalentní izotropně vyzářený výkon (EIRP) vysílače (W).

Poznamenejme, že se nejedná o frekvenčně závislý jev.
Zadruhé, účinnou (efektivní) plochu antény (aperturu), která popisuje, jak dobře anténa "chytá" výkon přicházející elektromagnetické vlny. Pro všesměrovou (izotropickou) anténu je:
{\displaystyle P_{r}=S{\frac {\lambda ^{2}}{4\pi }}}
kde {\displaystyle P_{r}} je přijímaný výkon.
V tomto případě se jedná o kmitočtově závislý jev.
Celkový útlum je pak dán kombinací obou předchozích vztahů:
{\displaystyle \mathrm {FSPL} ={\frac {P_{t}}{P_{r}}}}